# Kilim

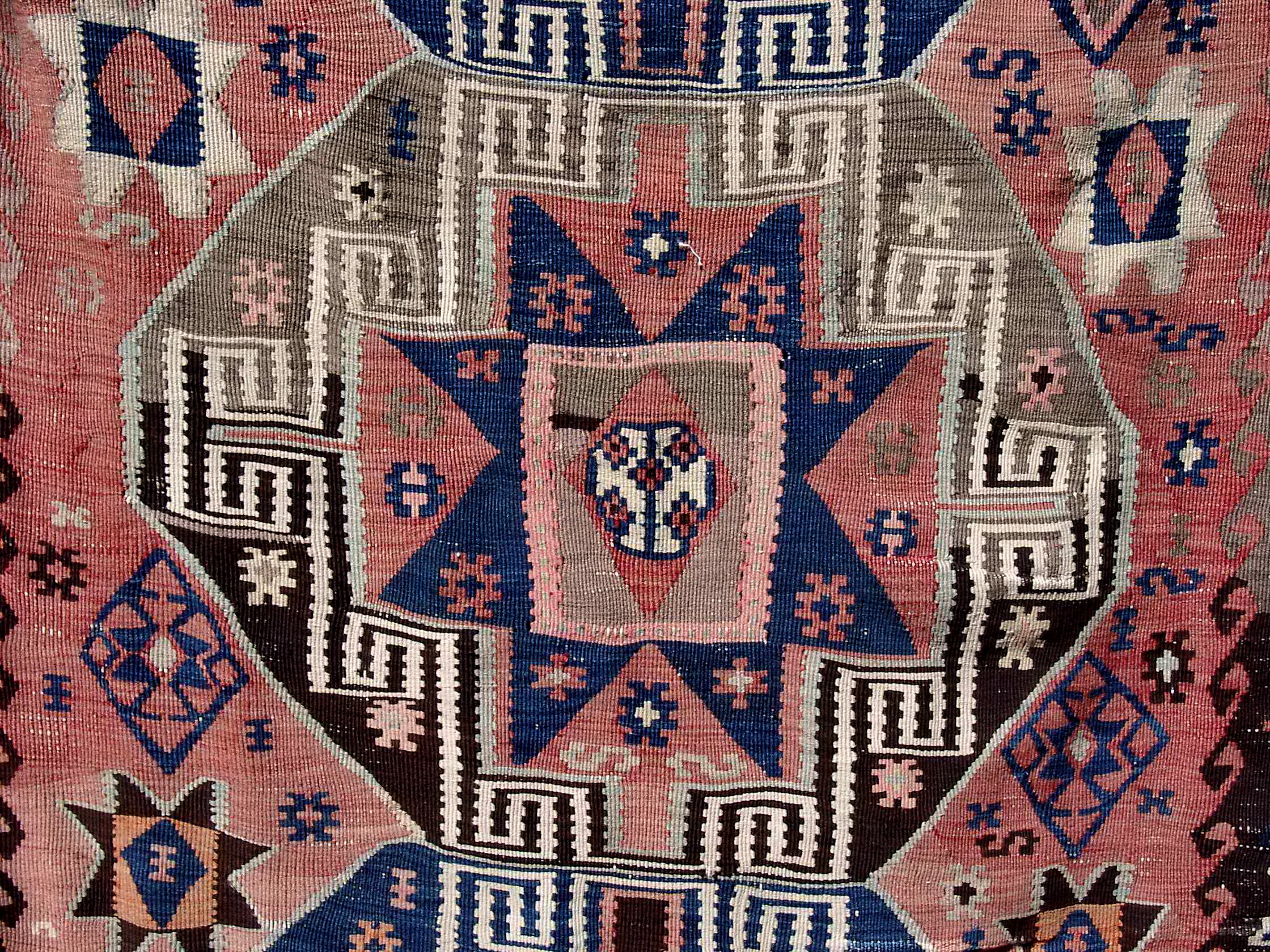
Dettaglio di un kilim turco.

Kilim (in persiano گلیم gelim) è un tappeto senza pelo, tessuto come un arazzo, prodotto dai Balcani al Pakistan. Il kilim può essere puramente decorativo o può essere utilizzato come tappeto da preghiera. I kilim di fattura recente sono molto comuni sui pavimenti delle case occidentali.

## Etimologia
Il termine kilim trae origine dal persiano gelim (گلیم) che significa distendere.
Diverse altre forme vengono usate in altre lingue, ad esempio kilim in turco; κιλίμι in greco; ćilim in bosniaco; qilim in albanese; kilim in polacco; килим (kylym) in bulgaro; kilimas in lituano; klim in curdo.

## Storia
In tempi antichi non venivano prodotti soltanto tappeti con il pelo ma anche kilim.
Poiché i kilim sono molto meno resistenti dei tappeti tradizionali che hanno un pelo che protegge l'ordito e la trama, non è sorprendente che pochi di essi siano giunti a noi dal passato; è probabile che ve ne siano molto pochi con più di un secolo di vita. Il più antico pezzo di cui si abbia conoscenza è un frammento trovato da M. A. Stein, esploratore archeologico, che lo trovò fra le rovine vicino a Khotan, nella regione del Turkestan corrispondente all'odierna regione cinese dello Xinjiang, presso un antico insediamento sepolto da cumuli di sabbia e risalente al periodo tra IV e V secolo. Il tessuto è quasi identico a quello dei kilim moderni, ed ha circa quattordici fili di ordito e sedici di trama per pollice. Il modello è costituito da strisce strette di blu, verde, marrone, giallo, e rosso, contenenti disegni geometrici molto piccoli.

## Tecnica di tessitura
I kilim sono prodotti intrecciando strettamente i fili di ordito e trama realizzando una superficie piana, senza peli. La maggior parte dei tessuti kilim sono "trama fronte", cioè, i fili di trama sono tirati verso il basso in modo da nascondere i fili di ordito verticali.
Quando viene raggiunta l'estremità di un confine di colore, il filo di trama viene riavvolto dal punto di confine. Così, se il limite di un campo è una linea retta verticale, si forma una fessura verticale tra le due aree di colore differenti. Per questo motivo, la maggior parte dei kilim può essere classificato come "tessuto tagliato". Le fessure sono amate dai collezionisti, in quanto producono disegni molto incisi, sottolineando la geometria dei disegni. Strategie di tessitura per evitare la formazione di una fessura, come ad incastro, producono un'immagine più sfocata.
I fili della trama, che trasportano il disegno visibile ed il colore, sono quasi sempre di lana, mentre i fili di ordito, nascosti, possono essere sia di lana che di cotone. I fili di ordito sono visibili solo alle estremità, dove emergono come frangia. Questa frangia è di solito legata in mazzetti, per garantire contro l'allentamento della trama.

## Disegno
I motivi dei tappeti di Ardabil sono molto simili a quelli dei tappeti caucasici, ma con più motivi e oggetti intrecciati dentro i confini. I colori sono anche più leggeri. I modelli sono prevalentemente geometrici e prevalgono i medaglioni, collegati più a forma di diamante che a forme ottagonali. Il design più riconosciuto trovato sui tappeti di Ardabil è il famoso Mahi (Herati) - un medaglione di diamanti e piccoli pesci. Alcuni tessitori moderni hanno iniziato a creare motivi geometrici rispetto al tradizionale Mahi (Herati) ed hanno aggiunto colori come il turchese e il viola al rosso più tradizionale, al rosa, all'avorio, al verde e al blu.

## Valore commerciale
Poiché i kilim sono spesso più economici dei tappeti con pelo, i collezionisti iniziano spesso i loro acquisti con questo tipo di manufatto. Nonostante molti percepiscano come secondario (o inferiore) il valore di questi tappeti, i kilim sono diventati sempre più tappeti da collezione, negli ultimi anni, con pezzi di qualità venduti a prezzi elevati.
Quello che alcuni percepivano come inferiorità era in realtà una diversa natura dei tappeti tessuti per uso locale rispetto ai tappeti tessuti su base strettamente commerciale. Poiché kilim non erano un prodotto di esportazione importante, non c'erano pressioni del mercato estero a cambiare i disegni, come è accaduto con i tappeti a pelo. Una volta che i collezionisti cominciarono comprender l'autentico valore della tessitura, i kilim divennero popolari. Ora, molti kilim sono tessuti solo per l'esportazione.

## Tipologie

### Persiani
- Ordinary kilim: tipo di kilim tessuto con canapa, cotone e fili di lana.
- Gunny kilim: tipo di kilim tessuto con pezzi di stoffa variopinti.
- Suzāni kilim: tipo di kilim ricamato con figure in rilievo applicate su un comune tappeto.
- Needlework kilim: tipo di kilim da appendere alla parete ed è tessuto con fili di cotone.
- Jol (in persiano جل): tipo di kilim ricamato in superficie. Con i suoi motivi decorativi, è usato come selle per cavalli.
- Palās (in persiano پلاس): tipo di kilim in cui viene utilizzato ciascun colore per la tessitura rajs. Palas è anche il nome usato per la lana grossolana utilizzata per la produzione degli abiti per i dervisci.
- Jājim (in persiano جاجیم) o chador-shab (in persiano چادرشب): tipo di tappeto a righe, tessuto con fili colorati e più sottili di palas.
- Zilu (in persiano): sorta di kilim tessuto con fili di cotone e disegni semplici del tutto in armonia con la vita rurale. Ha un ordito e trama in cotone.
- Rakht-e-khāb pich (in persiano رختخواب‌پیچ): tipo di kilim usato dalle tribù nomadi.
- Charkhi-bāf kilim (in persiano چرخی‌باف): questo è un tipo di kilim robusto e spesso, utilizzabile da un solo lato.
- Khorjin e Juwals: kilim utilizzato per il trasporto merci.
- Gilimcheh (in persiano گلیمچه, "piccolo kilim"): kilim di taglia piccola e decorativi.
- Masnads: kilim robusti e con fini decorazioni kilimeches.
- Navār-chādor (in persiano نوارچادر): kilim decorativi.
- Sajādeh (in persiano سجاده, preghiera): kilim tessuti con disegni di altare, sono utilizzati per la preghiera.
- Ghigh: kilim utilizzato per le pareti della tenda, entrambi i lati sono uguali e possono essere utilizzati allo stesso modo.
- Rah Rah (in persiano گلیم راه‌راه): kilim (o, più precisamente, tappeti soumak) tessuti principalmente nella regione siriana e sono anche chiamati kilim a disegno khatti. I tappeti Ardebil e Moghan hanno lo stesso disegno, ma sono di qualità inferiore.

### Balcani ed Europa dell'Est
- Bosnian Kilim, di Bosnia
- Pirot Kilim, di Serbia
- Chiprovtsi Kilim, della Bulgaria
- Polish Folk Kilim, della Polonia
- Manorial Kilim, della Lituania
- Ukrainian Kilim, dell'Ucraina

### Anatolia
Forse il più noto e apprezzato, questo kilim si distingue tradizionalmente per villaggi, zone o città in cui è prodotto, come ad esempio Konya, Malatya, Karapinar e Hotamis. La maggior parte dei kilim anatolici sono tessuti con fessura. I kilim antichi più grandi sono stati tessuti in due o tre sezioni separate orizzontali di circa tre metri di larghezza a strisce lunghe, poi accuratamente cucite insieme in corrispondenza dei bordi per creare un tappeto di più ampie dimensioni. Questi pezzi sono ancora in produzione, in quantità molto limitate, da tribù di nomadi per il loro uso personale e sono comunemente noti come cicims.
- Cicim, Jijim o Jajim: kilim tessuti a strisce e poi accuratamente cuciti assieme.